# Баснин, Николай Тимофеевич
Никола́й Тимофе́евич Ба́снин (1770 — 2 апреля 1843) — иркутский купец I гильдии. Торговал в основном чаем и мехами. Коммерции советник, потомственный почётный гражданин.

## Биография
Родился в Иркутске, принадлежал к известной купеческой династии. Сын Тимофея Максимовича Баснина, умершего в 1797 (по другой версии годы жизни 1716—1799, 1799 годом датировано последнее письмо Тимофея).
В 1798—1801 был соляным приставом. Заниматься торговлей Николай начал вместе с братьями Петром и Дмитрием. Еще один брат, Василий, скончался в 1804. В 1812 году они создали «Торговый дом Басниных», главой стал именно Николай. Начальный капитал составил 50 тысяч рублей, довольно скоро это предприятие стало одним из наиболее успешных в торговле с Китаем.
Суть их деятельности заключалась в скупке пушнины в Восточной Сибири и обмене ее в пограничной Кяхте на китайские товары, в частности, чай. Последние потом продавались в России: на Нижегородской ярмарке и в Москве.
Николай Баснин пытался заняться золотопромышленностью, но неудачно. Занимался винным откупом, спекуляциями с хлебом. Иван Пестель, генерал-губернатор Сибири, обвинял его в укрытии запасов хлеба и увеличении цен на него. Он был старостой Богоявленского собора в Иркутске.
В 1805—1808 был бургомистром городского магистрата. Увлекался чтением книг и садоводством.
До 1842 года в переписи кяхтинских купцов значилось два рода Басниных: Николая Тимофеевича — коммерции советника, почётного гражданина, купца I гильдии с капиталом более 15 тысяч рублей серебром и его брата Петра. После смерти Петра Тимофеевича в 1842 его жена Аграфена Григорьевна подала в кяхтинскую городскую ратушу ходатайство о причислении наследников к семейству Николая Тимофеевича. Просьба её была удовлетворена.
Сын предпринимателя Василий (1799—1876) с двенадцати лет начал помогать отцу в делах. Позже он сам стал известным купцом, меценатом и коллекционером. Другого сына звали Николаем.
- Портрет жены, Меланьи Дмитриевны Басниной, ур. Ларионовой, работы М. А. Васильева, 1824 г.
- Фото Василия Николаевича Баснина, конец 18-го в.